# باول فاريل
باول فاريل (بالإنجليزية: Paul Farrell)‏ هو ممثل أيرلندي، ولد في 1 سبتمبر 1893 في جمهورية أيرلندا، وتوفي في 12 يونيو 1975 في المملكة المتحدة.

## أعمال

### أفلام
- (1971) برتقالة آلية[3]

## وصلات خارجية
- باول فاريل على موقع IMDb (الإنجليزية)
- باول فاريل على موقع قاعدة بيانات الفيلم (الإنجليزية)